# 小山長村
小山長村（1217年—1269年8月15日），別名五郎、大夫判官、出羽前司。日本鎌倉時代中期武將，鎌倉幕府御家人，他是小山氏第4代當主，下野國的有力豪族。他父親是小山朝長。母親是中條宗長之女。
他本人朝廷官位是左衛門尉，幕府官位是播磨國守護，同時他也有一女兒嫁給北條時輔。